# Cyrnus cintranus
Cyrnus cintranus är en nattsländeart som beskrevs av Mclachlan 1884. Cyrnus cintranus ingår i släktet Cyrnus och familjen fångstnätnattsländor. Inga underarter finns listade i Catalogue of Life.